# 밴드의 소년들
《밴드의 소년들》(영어: The Boys in the Band)은 미국에서 제작된 윌리엄 프리드킨 감독의 1970년 드라마 영화이다. 마트 크라울리의 1968년 오프브로드웨이 동명 희곡이 원작이며, 크라울리가 직접 각본을 쓰고 제작에도 참여하였다. 케네스 넬슨 등이 출연하였다.

## 출연진
- 케네스 넬슨
- 레너드 프레이
- 클리프 고먼
- 로런스 러킨빌
- 프레더릭 콤스
- 키스 프렌티스
- 로버트 라터노
- 루번 그린
- 피터 화이트
- 마우드 아담스 (크레디트 미기재)

## 기타 제작진
- 미술: 존 로버트 로이드